# Davis-Cup-Mannschaft der Vereinigten Arabischen Emirate
Die Davis-Cup-Mannschaft der Vereinigten Arabischen Emirate ist die Tennisnationalmannschaft der Vereinigten Arabischen Emirate, die das Land im Davis Cup vertritt.

## Geschichte
Die Vereinigten Arabischen Emirate nahmen 1993 erstmals am Davis Cup teil und spielten seither ausschließlich in den Kontinentalgruppe III und IV der Ozeanien-/Asienzone, wobei zwischen Abstieg und Wiederaufstieg immer nur wenige Saisonen lagen. Nach dem letzten Abstieg 2011 gelang 2012 der sofortige Wiederaufstieg in die Kontinentalgruppe III.
Erfolgreichster Spieler ist bisher Omar Awadhy mit 73 Siegen und 33 Niederlagen.